# Charles Prendergast

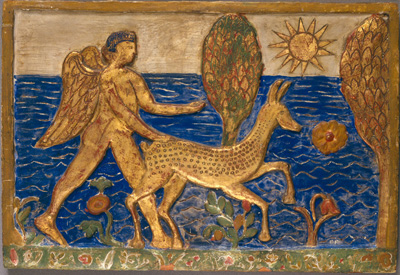
Rising Sun 1912

Charles Prendergast, född 27 maj 1863 i St. John's, Newfoundland och Labrador i Kanada, död 20 augusti 1948 i Westport, Connecticut, var en amerikansk målare och rammakare. 
Charles Prendergast var yngre bror till Maurice Prendergast. Hans familj flyttade 1868 från St. Johns på Newfoundland till Boston i Massachesetts i USA. 
År 1890 reste han till Paris tillsammans med sin bror Maurice, där han utbildade sig på Académie Colarossi och Académie Julian. Efter återkomsten till  Boston blev han rammakare i Arts and Crafts-[rörelsens anda och gjorde handgjorda ramar för samtidens kända konstnärer, såsom John Singer Sargent.
Han reste till Italien 1911 tillsammans med sin bror och besökte där Florens, Venedig, Pisa och Siena. Tillbaka i USA började han måla tavlor. Hans första målning, Rising Sun, utfördes på en snidad träpanel. År 1915 ställde han ut målningar på Montross Gallery i New York och 1917 och 1918 på Society of Independent Artists.
Han gifte sig 1927 med Eugénie van Kemmel (1894–1994).
Williams College Museum of Art i Williamstown i Massachusetts har en stor samling konst av Charles och Maurice Prendergast, som skänkts av Charles änka Eugénie Prendergast, på ungefär 400 färdiga verk och omkring 1.500 skisser och andra objekt. 

## Bildgalleri

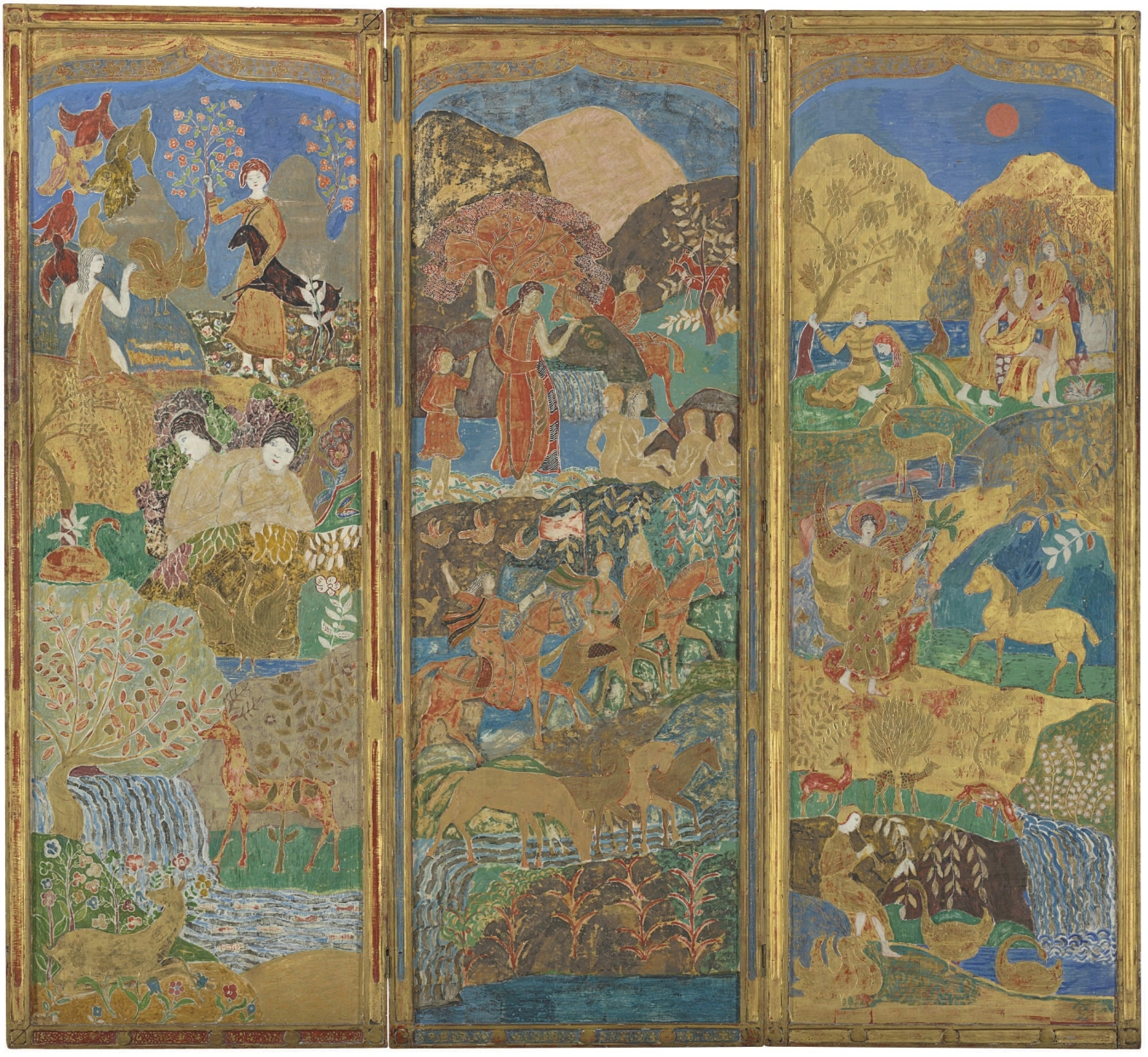
Three-Panel Screen (framsida), omkring 1916-17, olja och bladguld på pannå
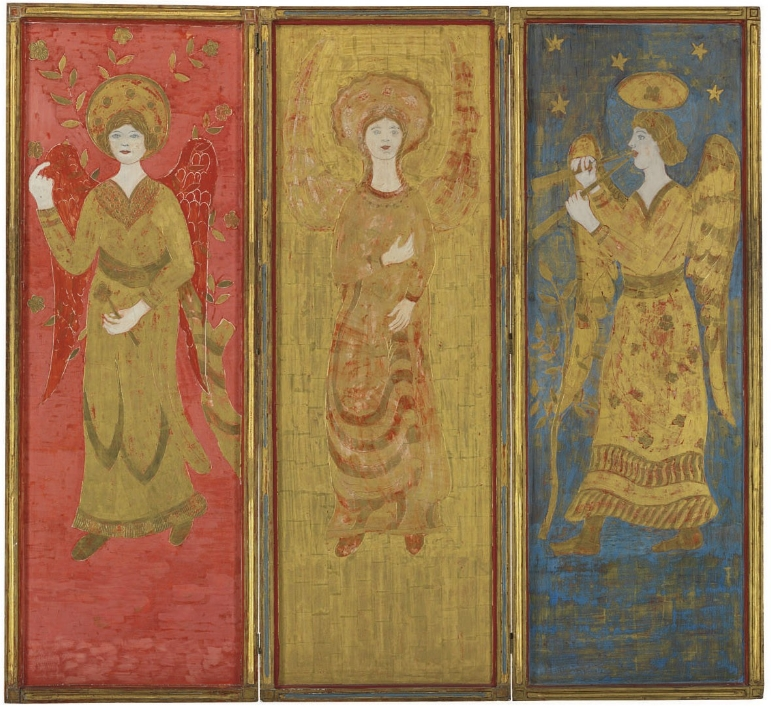
Three-Panel Screen (baksida), omkring 1916-17, olja och bladguld på pannå
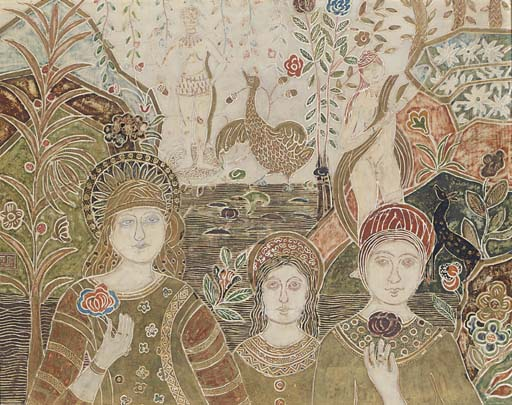
The Offering, omkring 1916-17, tempera och bladguld på snidad pannå
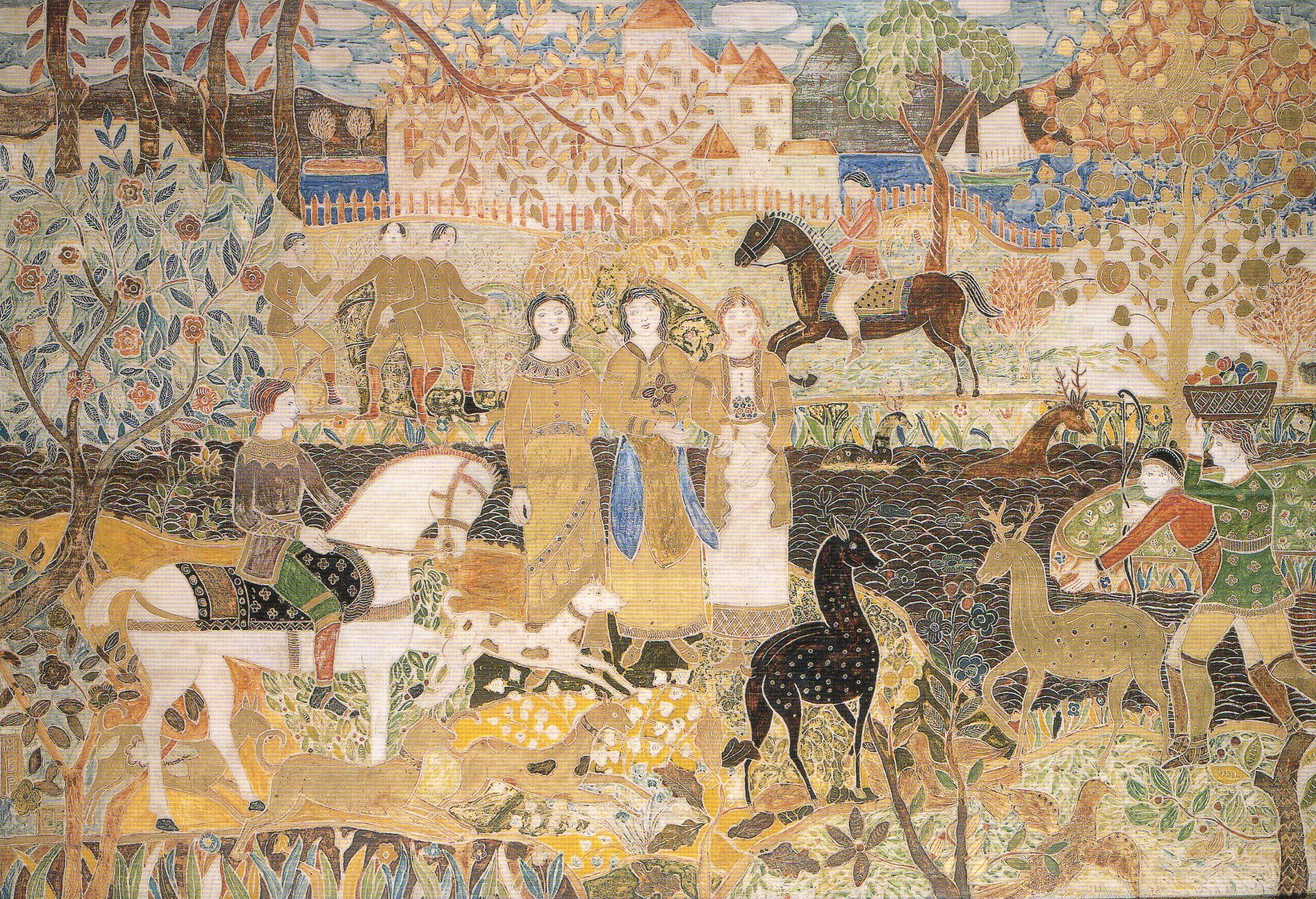
The Spirit of the Hunt, före 1919, tempera, bladguld och bladsilver på pannå